# Confident
Confident —en español: Confiada— es el quinto álbum de estudio de Demi Lovato. Fue lanzado el 16 de octubre de 2015. Fue producido por Max Martin y Ali Payami, y cuenta con los sencillos «Cool for the Summer» y «Confident». Fue escrito en su mayoría por Lovato y cuenta con las colaboraciones de las raperas Iggy Azalea y Sirah. Es su primer trabajo discográfico en contar con la etiqueta de Parental Advisory.

## Antecedentes
El 18 de diciembre de 2013, Lovato confirmó que estaba trabajando en su quinto álbum de estudio, declarando que «El sonido simplemente se convierte en todo lo que he sido y todo lo que quiero ser». También dijo: «Nunca he estado tan segura de mí misma como un artista cuando se llega a la confianza, pero no solo en las cosas personales, pero exactamente es lo que quiero que mi sonido sea y lo que sé que soy capaz y este álbum me dará la oportunidad de mostrar a la gente lo que realmente puedo hacer». En octubre de 2014, el representante de Lovato confirmó a Billboard que «hecho algunas canciones, pero sin duda la mayoría de ellas saldrán el próximo año», después de la gira Demi World Tour.
En febrero de 2015, Lovato bromeó sobre su álbum con una serie de mensajes a través de su cuenta de Twitter, escribiendo: «Nunca he estado más confiada en mi sonido. Nunca había estado tan segura de lo que soy como artista. Nunca sentí esta hambre y movimiento». Más tarde describió con más detalle al álbum como «muy auténtica a lo quien soy».
En junio de 2015, Lovato confirmó que ha estado en el estudio casi todos los días, y que el lanzamiento de la nueva música sería "muy pronto". También reveló a MTV News: «Esta vez, tuve la oportunidad de explorar diferentes sonidos y afinar en algo que estoy muy orgullosa». Asimismo expresó su deseo de trabajar con la rapera australiana Iggy Azalea en el álbum. Discutiendo la dirección del álbum, Lovato dijo a Ryan Seacrest que «ya no digo en serio», declarando: «Ya he terminado con las historias lacrimógenas. Nuevo capítulo, nueva vida, nuevo álbum, nuevo sencillo —Esta es una Demi completamente nueva». También reveló que presentaría «un montón de canciones provocativas».

## Promoción

### Sencillos
- «Cool for the Summer»: Fue anunciado por Lovato mediante su cuenta de Twitter el 25 de junio de 2015, Lovato reveló la portada del nuevo sencillo y anunció su lanzamiento para el 1 de julio de 2015. La pista fue filtrada un día antes de su estreno. Llegó a las 800 mil copias vendidas solo en los Estados Unidos y alcanzó el certificado de platino por streaming y ventas digitales. Además recibió un disco de oro en Nueva Zelanda por las 7.500 copias vendidas. La WWE la eligió como la canción oficial para SummerSlam (2015)
- «Confident»: Fue confirmado por los ejecutivos de Billboard como el segundo sencillo del álbum. Estaba previsto que fuera el primer sencillo, pero en un cambio de último minuto, se decidió que «Cool for the Summer» sería el sencillo líder. La canción fue anunciada como el segundo sencillo oficial el 15 de septiembre de 2015 mediante la cuenta de Twitter de Lovato, teniendo como fecha de estreno el 18 de septiembre de 2015. La canción alcanzó puestos en listas de iTunes de todo el mundo. Debuta el 28 de septiembre en el Billboard Hot 100 en la posición #84 sin contar con ningún tipo de audio, vídeo lírico o un vídeo oficial en su cuenta de Vevo como promoción. La canción es enviada a radios estadounidenses el 29 de septiembre del 2015. Asimismo, el tema sirvió para promocionar la pelea por el WWE Women's Championship en el evento WrestleMania 32, el 3 de abril de 2016.

### Interpretaciones en directo
Para promocionar el primer sencillo del álbum, «Cool for the Summer», Lovato interpretó la canción el mismo día de su lanzamiento en el Z100's Release Pool Party en Nueva York. Posteriormente interpretó en otras Pool parties, entre ellas una ofrecida por 102.7 KIIS-FM, en el WaterMarke Tower en Los Ángeles, en donde se cayó cuando intentó saltar a la piscina. Lovato también interpretó la canción en el Juego de Estrellas de las Grandes Ligas de Béisbol en Cincinnati el 11 de julio, reemplazando a Ariana Grande. El 30 de agosto de 2015, interpretó «Cool for the Summer» en los MTV Video Music Awards 2015 junto a la rapera australiana Iggy Azalea. Al día siguiente, Lovato interpretó la canción en Jimmy Kimmel Live junto a las canciones «Neon Lights» y «Heart Attack» de su álbum Demi (2013) y «Give Your Heart a Break» de su álbum Unbroken (2011). El 9 de septiembre de 2015, Lovato interpretó una versión más "íntima" de «Cool for the Summer» en BBC Radio 1's Live Lounge. El 11 de septiembre de 2015, Lovato fue invitada al programa británico Alan Carr: Chatty Man en donde volvió a interpretar «Cool for the Summer». El 13 de septiembre en un evento de admiradores en Estocolmo, Suecia, Lovato volvió a interpretar «Cool for the Summer». Lovato también se presentó en el iHeartRadio Music Festival el 19 de septiembre de 2015. El concierto inició con «Cool for the Summer», luego siguió con sus éxitos «Really Don't Care», «Heart Attack» y «Give Your Heart a Break». Luego invitó al escenario a Stephan Jenkins de la banda Third Eye Blind para cantar a dúo «Jumper». Lovato finalizó el concierto con «Neon Lights». El 29 de septiembre Lovato interpretó «Stone Cold» en el Highland Ballroom en Nueva York. El 17 de octubre de 2015, Lovato interpretó Stone Cold y un medley entre «Cool for The Summer» y «Confident» en Saturday Night Live.

### Gira
Demi Lovato y Nick Jonas anunciaron que se iban de gira como co-cabeza de cartel, gira llamada Future Now Tour, en el Elvis Duran and the Morning Show el 26 de octubre de 2015.

## Recepción

### Recepción de la Crítica
Tras su lanzamiento, Confident recibió críticas generalmente favorables de los críticos de música. En Metacritic, que asigna una calificación "media ponderada" de cada 100 de valoraciones y opiniones de los críticos principales independientes seleccionados, el álbum recibió una Metascore de 74, lo que indica "críticas generalmente favorables" de 9 críticos. Adjudicación del álbum de cuatro estrellas en AllMusic, Stephen Thomas Erlewine escribiendo ", el resultado acumulado es un colorido disco pop sucio, moderno, que es mayor que la suma de sus partes". Annie Zaleski de The AV Club le dio al álbum un B +, diciendo "Confident es un impresionante disco de una estrella del pop que sabe lo que quiere y también sabe exactamente cómo llegar allí. ". The Guardian dio una crítica agridulce del álbum, diciendo:" Solo un cierto brillo que convierte su voz en un genérico híbrido de Sia y Kelly Clarkson se detiene Confident de ser uno de los álbumes pop de 2015. "Mike Wass de Idolator dio una crítica agridulce, diciendo:" No hay un enfoque correcto o equivocado, pero si usted va a relanzar como un pop irreverente sirena como Teenage Dream-era Katy Perry, que es mejor tener un disco lleno de éxitos de éxito seguro que lo respalde. Y Confident tiene deficiencia en ese departamento. "Nick Levine dio al álbum 3 fuera de 5 estrellas, diciendo:" Es algo muy poderoso, sobre todo a partir de una cantante que ha hablado con valentía a cabo sobre sus últimos luchas con la depresión, el abuso de drogas y alcohol y una alimentación en desorden, pero en última instancia Confident se siente un poco implacable".
Glenn Gamboa de Newsday dio una opinión más positiva, diciendo: "En Confident, la búsqueda fanfarrona de Lovato para uno mismo es muy revelador, ya que da fuerza a todo, desde la experimentación sexual a problemas de salud mental para su relación con su padre separado". Escrito por Billboard Maura Johnston dio al álbum 4.5 de 5 estrellas, diciendo: "Su voluntad de poseer cada paso y paso en falso, y para mostrar a su público cómo los tiempos difíciles le ayudaron a convertirse en la mujer que es, hace que escuchar Confident sea sorprendentemente convincente. Tim Stack de Entertainment Weekly le dio al álbum un B +, diciendo: A lo largo de 11 pistas de energía de Lovato es inquebrantable, a veces hasta la exageración. Por lo que es un alivio que ella se toma un momento para mostrar un lado más suave de la balada góspel "Father" un lacrimógeno homenaje a su padre distanciado.
Richard Godwin de London Evening Standard le dio al álbum una crítica negativa, diciendo, "Ella es más como en casa en las baladas, como Lionheart mientras que Kingdom Come, es un vagabundeo atmosférico con Iggy Azalea, todos los cambios de mal humor y atrapar latidos, es un respiro de un registro personalidad extrañamente carente de personalidad ". Patrick Ryan de EE. UU. Hoy en día le dio al álbum 2.5 de 4 estrellas, diciendo: "Confident es en general un paso seguro hacia adelante para Lovato, quien solo debe perfeccionar su sonido y estilo por el álbum de tiempo Nº 6 rollos alrededor."

### Rendimiento comercial
El álbum debutó en la posición dos en el Billboard 200 con 97.000 copias vendidas en su primera semana (77.000 ventas de álbumes físicos), detrás del álbum homónimo Pentatonix. En el Reino Unido, el álbum debutó en el puesto once de UK Albums Chart esto lo convierte en su primer álbum en alcanzar dicha posición hasta el momento.

## Lista de canciones
| Confident |                                  |                                                             |                                     |          |  |
| N.º       | Título                           | Escritor(es)                                                | Productor(es)                       | Duración |  |
| 1.        | «Confident»                      | Demi Lovato, Max Martin, Ilya Salmanzadeh, Savan Kotecha    | Max Marin, Ilya                     | 3:25     |  |
| 2.        | «Cool for the Summer»            | Lovato, Max Martin, Ali Payami, Kotecha, Alexander Kronlund | Max Martin, Payami                  | 3:34     |  |
| 3.        | «Old Ways»                       | Olivia Waithe, Jason Evigan, Scott Hoffman                  | Evigan, Babydaddy, Mitch Allan      | 3:24     |  |
| 4.        | «For You»                        | Johan Carlsson, Dalton Grant, Susan H. Catanzaro            | J. Carlsson, Payami, Peter Carlsson | 3:41     |  |
| 5.        | «Stone Cold»                     | Lovato, Laleh Pourkarim, Gustaf Thörn                       | Pourkarim                           | 3:11     |  |
| 6.        | «Kingdom Come» (con Iggy Azalea) | Lovato, Julia Michaels, Amethyst Amelia Kelly, Steve Mac    | Steve Mac                           | 4:04     |  |
| 7.        | «Waitin For You» (con Sirah)     | Lovato, Michaels, Evigan, Mac, Sara Mitchell                | Evigan, Mac, Allan                  | 3:12     |  |
| 8.        | «Wildfire»                       | Nicole Morier, Mikkel Eriksen, Tor Hermansen, Ryan Tedder   | Stargate, Allan                     | 3:19     |  |
| 9.        | «Lionheart»                      | Mac, Ina Wroldsen                                           | Steve Mac                           | 4:04     |  |
| 10.       | «Yes»                            | Lovato, Pourkarim                                           | Pourkarim, Thörn                    | 3:10     |  |
| 11.       | «Father»                         | Lovato, Pourkarim                                           | Pourkarim                           | 3:55     |  |
| 38:59     |                                  |                                                             |                                     |          |  |

- Edición especial

| Confident — Edición de lujo (pistas adicionales) |                                            |                                                   |                                |          |  |
| N.º                                              | Título                                     | Escritor(es)                                      | Productor(es)                  | Duración |  |
| 12.                                              | «Stars»                                    | Lovato, Carl Falk, Kotecha, Kronlund, Rami Yacoub | Falk, Rami                     | 3:08     |  |
| 13.                                              | «Mr. Hughes»                               | Lovato, J. Carlsson                               | J. Carlsson, Ilya, P. Carlsson | 3:41     |  |
| 14.                                              | «Cool For The Summer» (Jump Smokers Remix) | Lovato, Kotecha, Max Martin, Kronlund, Payami     | Payami, Martin, Jump Smokers   | 4:25     |  |
| 15.                                              | «Cool For The Summer» (Suraci Remix)       | Lovato, Kotecha, Max Martin, Kronlund, Payami     | Payami, Martin, Suraci         | 4:45     |  |

## Posicionamiento en listas y certificaciones

### Semanales
| País              | Lista                    | Mejor posición |
| ----------------- | ------------------------ | -------------- |
| Alemania          | Media Control Charts     | 6              |
| Australia         | Australian Albums Chart  | 2              |
| Austria           | Austrian Albums Chart    | 1              |
| Bélgica (Flandes) | Belgian Albums Chart     | 1              |
| Bélgica (Valonia) | Belgian Albums Chart     | 1              |
| Brasil            | Brazil Albums            | 1              |
| Canadá            | Canadian Albums Chart    | 1              |
| Dinamarca         | Danish Albums Chart      | 23             |
| Escocia           | Scottish Albums Chart    | 1              |
| España            | PROMUSICAE               | 4              |
| Estados Unidos    | Billboard 200            | 2              |
| Estados Unidos    | Top Album Sales          | 2              |
| Estados Unidos    | Digital Albums           | 2              |
| Estados Unidos    | Tastemaker Albums        | 8              |
| Francia           | French Albums Chart      | 2              |
| Grecia            | Greece Albums Chart      | 5              |
| Irlanda           | Irish Albums Chart       | 1              |
| Italia            | Italian Albums Chart     | 6              |
| México            | Mexican Albums Chart     | 4              |
| Noruega           | Norwegian Albums Chart   | 2              |
| Nueva Zelanda     | New Zealand Albums Chart | 2              |
| Países Bajos      | Dutch Albums Chart       | 1              |
| Portugal          | Portuguese Albums Chart  | 6              |
| Reino Unido       | UK Albums Chart          | 6              |
| Reino Unido       | UK Albums Download       | 3              |
| República Checa   | Czech Albums Chart       | 16             |
| Suecia            | Swedish Albums Chart     | 1              |
| Suiza             | Swiss Albums Chart       | 13             |
| Taiwán            | Taiwanese Albums Chart   | 3              |

### Mensuales
| País      | Lista                  | Mejor posición |
| 2015      | 2015                   | 2015           |
| --------- | ---------------------- | -------------- |
| Argentina | Argentina Albums Chart | 10             |

### Anuales
| País           | Lista               | Posición |
| 2015           | 2015                | 2015     |
| -------------- | ------------------- | -------- |
| Brasil         | Brazil Albums Chart | 14       |
| 2016           |                     |          |
| Estados Unidos | Billboard 200       | 100      |

### Certificaciones
| País                                                 | Organismo certificador | Certificación | Simbolización | Ventas    | Ref.   |
| ---------------------------------------------------- | ---------------------- | ------------- | ------------- | --------- | ------ |
| Brasil                                               | ABPD                   | 2× Platino    | 2▲            | 80 000    | [ 60 ] |
| Colombia                                             | ASINCOL                | Platino       | ▲             | 10 000    | [ 61 ] |
| Dinamarca                                            | IFPI — Dinamarca       | Oro           | ●             | 10 000    | [ 62 ] |
| Estados Unidos                                       | RIAA                   | Platino       | ▲             | 1 000 000 | [ 63 ] |
| México                                               | AMPROFON               | Oro           | ●             | 30 000    | [ 64 ] |
| Noruega                                              | IFPI — Noruega         | Platino       | ▲             | 20 000    | [ 65 ] |
| Reino Unido                                          | BPI                    | Plata         |               | 60 000    | [ 66 ] |
| (*) significa que la certificación incluye streaming |                        |               |               |           |        |